# Juan de Zúñiga-Avellaneda y Bazán
Juan de Zúñiga-Avellaneda y Bazán   (Peñaranda de Duero, 1541 - Peñaranda de Duero, 4 de setembre de 1608) va ser un noble espanyol de la Casa de Zúñiga.

## Biografia
Va ocupar diversos llocs d'estat al servei de Felipe II i de Felipe III. Va ser I Duc de Peñaranda de Duero, VII Comte de Miranda de la Castanyeda, virrei de Catalunya i de Nàpols i president del Consell de Castella. Va ser el segon fill del IV comte de Miranda, Francisco de Zúñiga y Avellaneda i de María de Bazán y Ulloa. Va adquirir la condició de comte de Miranda i Gran de Castella en casar-se amb la seva neboda María de Zúñiga, hereva de la família.